# 林柏燕
林柏燕（1936年1月5日—2009年12月9日），筆名冷月、臺灣新竹縣新埔鎮客家人，中學教師、小說家、文史工作者。

## 生平

### 早年事蹟
林柏燕為1936年生於新埔的客家人，在讀新埔公學校時在全臺灣小學寫生比賽獲第五名，但因經濟而沒念美術系。他就讀臺灣師範大學國文系時，與同學創《陌生人》文藝雜誌。
退伍後，林柏燕到新埔初中、義民中學等校任教。他與劉梅芸結婚，育一男一女。

### 文學創作
林柏燕以「冷月」為筆名發表小說與評論，為同鄉的吳濁流的《台灣文藝》撰稿，還為自己文章手繪插畫、替楊政道寫客家戲劇本。1970年代，林柏燕在報上連載以慰安婦為體裁的小說「慰安的女人」，後來改名成「異鄉之女」，由水牛出版社發行，印到三版。
1976年11月28日，林柏燕與祖蘭舫、談衛那、鹿寶琛、曾信雄、程德明、何修禮、王天福等教師，獲中國語文學會十一屆中國語文獎章。林柏燕因《異鄉之女》、《闇夜的水底寮》等小說作品、及《文學印象》、《文學探索》等文藝評論集、主編「六十二年小說選」，而受文藝界肯定。1978年5月4日，台北實踐堂，林柏燕獲中國文藝獎章論評獎。

### 文史工作
中年後，林柏燕開始投入家鄉文史工作，1997年整理完成《新埔鎮誌》。他義務整理受潮的縣史檔案、對家鄉的督憲光臨紀念碑文物作保存、勘查新埔陳氏宗祠、替吳聲淼主編的《周伯陽全書》日文詩中譯。2000年1月13日，林柏燕主編的《新竹文獻》創刊號出版。8月1日，剛從內思商工退休的林柏燕，擔任縣史館籌備處主任。
2007年11月，繼《南方夜車》、《北國之秋》、《西線戰事》等小說作品後，小說《東城檔案》出版。
2009年，林柏燕因直腸癌辭掉新竹縣縣史館工作。在病榻時，為遺作《前進李崠山》引用《論語》「加我數年，五、十學易...」寫自序。12月9日凌晨在新埔鎮家中過世，死因為大腸癌併發敗血症。

## 紀念
2017年10月，新竹縣立美術館舉行「不完美的完美～4分之1的天空」個展，展出林柏燕一家人繪畫。2018年12月13日，新竹縣縣史館林柏燕紀念室揭牌，邀林柏燕兒子林慈韻到場。